# HD 194526
HD 194526，又名BD+09 4526，SAO 125797、HR 7810，是一颗恒星，视星等为6.33，位于銀經53.3，銀緯-15.71，其B1900.0坐标为赤經20h 20m 55.4s，赤緯+9° -15.71′ 52″。